# Me vs. Me
Me vs. Me è il quarto mixtape del rapper statunitense NLE Choppa, pubblicato il 28 gennaio 2022.
Il disco vede collaborazioni con numerosi artisti, quali Young Thug, Polo G, G Herbo e Moneybagg Yo.

## Tracce
1. Shotta Flow 6 – 3:12
2. Push It (feat. Young Thug) – 3:30
3. Jumpin (feat. Polo G) – 3:01
4. Trap Phone – 3:20
5. Final Warning – 2:36
6. I.Y.B. – 1:33
7. Stompin – 3:15
8. Change My Ways – 3:17
9. Ima Dogg – 4:17
10. Mmm Hmm – 3:04
11. Still Hood – 4:35
12. Drop Shit – 3:19
13. Chicago to Memphis (feat. G Herbo) – 3:29
14. Too Hot (feat. Moneybagg Yo) – 3:36
15. Lick Me Baby – 2:53
16. Youngest To Do It – 4:17